# Київська асоціація шеф-кухарів
Київська асоціація шеф-кухарів — неприбуткова громадська організація, що об'єднує шеф-кухарів Києва, України та інших країн, допомагаючи у їхній професійній діяльності.

## Історія
Організація зареєстрована 2 жовтня 2008 р. Засновники: Ігор Брагін (шеф-кухар, переможець всеукраїнського конкурсу Золотий шеф-кухар — 2005), Ігор Рибалка (київський гурман).

## Напрямки діяльності Київської асоціації шеф-кухарів
Київська асоціація шеф-кухарів відгукнулася на потреби кухарської громади Києва і має такі основні напрямки діяльності:
- Обмін досвідом між членами асоціації
- Обмін бізнес-ідеями
- Розповсюдження у кулінарному середовищі філософії цивілізованого здорового харчування, нових технологій та новітніх трендів у кулінарії
- Допомога у навчанні кухарів, їхньому стажуванні та підвищенні кваліфікації
- Організація майстер-класів та кулінарних вечірок
- Допомога у працевлаштуванні

Крім щоденної роботи, періодично проводяться сесії Київської асоціації шеф-кухарів — збори, на яких обговорюються нагальні проблеми спільноти та проводяться майстер-класи. Також на базі асоціації працює Кулінарна академія Київської асоціації шеф-кухарів